# Engelbert Ier de Berg
Engelbert Ier de Berg  († 1189 à Kovin en Serbie) fils d'Adolphe II de Berg et de Irmgard de Wassenberg est un membre de la Maison d'Ardenne qui fut comte de Berg de 1160 à 1189.

## Biographie
En 1160, Adolphe II de Berg se retire au monastère d'Altenberg ou il mourra un an plus tard. Il partage son héritage entre ses deux fils. Eberhard reçoit le comté d'Altena et Engelbert reçoit le comté de Berg.
Grâce à ses bonnes relations avec l'empereur Frédéric Barberousse et avec les archevêques de Cologne, Engleberg réussit à stabiliser le comté et à en augmenter les revenus. Il étend ses possessions avec les châteaux de Bensberg, de Windeck et avec le manoir fortifié d'Elberfeld.
En mai 1189, il quitte l'armée de l'empereur Frédéric Barberousse engagé dans la troisième croisade. Le voyage de retour longe le Danube et traverse les Balkans. Au début de juillet 1189, Engelbert décède à Kovin en Serbie, près de l'ancienne frontière hongro-byzantine.
Il suit ainsi le destin de son frère aîné Adolphe mort en 1148 à Damas au cours de la deuxième croisade. Son fils Adolphe III de Berg, mourra quant à lui, au cours de la cinquième croisade en 1218.

## Mariage et descendance
Marié à Marguerite de Gueldre, il eut pour enfants :
- Adolphe († 1218), qui lui succède comme comte de Berg ;
- Engelbert (° 1185 ou 1186 – † 7 novembre 1225), archevêque de Cologne, qui succède à son frère.

## Sources
- (nl) Cet article est partiellement ou en totalité issu de l’article de Wikipédia en néerlandais intitulé « Engelbert I van Berg » (voir la liste des auteurs).

- (de) Cet article est partiellement ou en totalité issu de l’article de Wikipédia en allemand intitulé « Engelbert I. (Berg) » (voir la liste des auteurs).